# 巴西喉電鰻
巴西喉電鰻，為輻鰭魚綱電鰻目線鰭電鰻科的其中一種，為熱帶淡水魚，分布於南美洲巴西托坎廷斯河、亞馬遜河等流域，體長可達43.5公分，棲息在底中層水域，生活習性不明。